# Jan Such (siatkarz)
Jan Such (ur. 8 lutego 1948 w Jedliczu) – polski siatkarz, grający na pozycji przyjmującego, następnie trener siatkarski.
102 razy reprezentował Polskę w oficjalnych meczach siatkarskich w latach 1970–1973. Uczestniczył w Igrzyskach Olimpijskich w Monachium (1972), w których polska drużyna zajęła 9. miejsce. Startował także w mistrzostwach świata w Sofii w 1970 (5. miejsce) i w mistrzostwach Europy w Mediolanie w 1971 (6. miejsce). W barwach Resovii Rzeszów czterokrotnie zdobywał mistrzostwo Polski (w 1971, 1972, 1974 i 1975).
Ukończył studia AWF-ie w Warszawie. 
W sezonie 2003/2004 został pierwszym trenerem Resovii Rzeszów (wtedy Seria B), z którą awansował do Polskiej Ligi Siatkówki. Funkcję tę sprawował do 3 grudnia 2007 roku. 16 grudnia 2008 roku objął stanowisko szkoleniowca Jadaru Radom, walczącego o utrzymanie się w PlusLidze.
Podczas trwania sezonu 2011/2012 został trenerem Campera Wyszków. Po ukończonym sezonie został trenerem koordynatorem w nowo powstałej żeńskiej drużynie – KS Developres Rzeszów.
W 2014 roku poprowadził Camper Wyszków do Mistrzostwa Polski I ligi.
W sezonie 2015/2016 był trenerem ukraińskiego zespołu Barkom-Każany Lwów.

## Sukcesy

### jako zawodnik
Mistrzostwo Polski:
- 1971, 1972, 1974, 1975
- 1973
- 1970, 1977

Puchar Europy Mistrzów Klubowych:
- 1973

Puchar Europy Zdobywców Pucharów:
- 1974

Puchar Polski:
- 1975

### jako trener
Puchar Polski:
- 1987

Mistrzostwo Polski:
- 1998
- 1999
- 1987, 1988, 2001, 2003

Mistrzostwo I ligi:
- 2004, 2014